# サロンパスカップ 女子バレーボール国際大会
サロンパスカップ 女子バレーボール国際大会は、ブラジルバレーボール連盟が主催する女子バレーボールのクラブチームによる国際大会である。

## 概要
久光製薬協賛の元、2001年より開催。ブラジル国内の上位3～4チームに、国外の強豪を合わせた6～8チームが集い、総当りのリーグ戦と決勝トーナメントを戦う。日本からは久光製薬スプリングスが参加している。（2004年・2005年・2007年は不参加）